# Филете (Авелино)
Филете је насеље у Италији у округу Авелино, региону Кампанија.
Према процени из 2011. у насељу је живело 136 становника. Насеље се налази на надморској висини од 486 м.